# История Мекленбурга

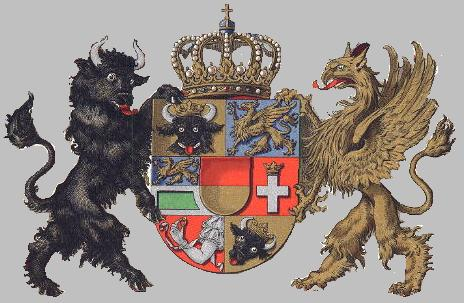
Семипольный герб Мекленбурга. Каждое поле символизирует часть мекленбургского государства: герцогство Мекленбург, княжества (бывшие епископства) Шверин и Ратцебург, Шверинское графство, а также владения Росток, Верле и Штаргард

Герб Мекленбурга с традиционной головой быка.

Флаг Мекленбурга (триколор).

Мекленбург — исторический регион современной Германии (ФРГ).
До 1918 года Мекленбург являлся территорией двух отдельных государств Германской империи великих княжеств — Мекленбург-Шверин и Мекленбург-Стрелиц, и за вычетом двух лет до 1918 года находился под управлением единственной династии — Ободритов. Мекленбург занимает западную часть современной федеральной земли Мекленбург — Передняя Померания и составляет две трети её территории.

## Происхождение названия
Есть поздняя версия о том, что Мекленбург назвался Велиградом от славянского слова velij «большой», а Michelenburg (др.-верх.-нем. michel «большой, сильный»), якобы, — немецкая калька. Но, в сочинении арабского автора Ибрагима ибн Якуба под 965 годом главная крепость ободритского князя Накона упоминается не как «Велиград», а как Аззан или Гран.
В западноевропейских источниках первое упоминание Мекленбурга (Mikelenburg, от средненижненемецкого mikil или miekel — «великий») относится к 995 году. В те времена Мекленбург представлял собой славянскую крепость Микилинбор (Мекленбург) (ныне в муниципалитете Дорф-Мекленбург близ Висмара), давшую своё имя Мекленбургу. Впоследствии название было перенесено на славянских князей ободритов, а затем на территорию в их управлении. В Новое время в обычном понимании под Мекленбургом подразумевают совокупность всех владений династии.

## Доисторический и ранний период

### Каменный, бронзовый и железный века
Скудное заселение юго-западного берега Балтийского моря охотниками и собирателями из Арктики эпохи палеолита и мезолита происходило после отступления границы льдов Вислинского оледенения в X—VIII тысячелетиях до н. э. эры. Наиболее значимые находки эпохи позднего палеолита (10000-8000 до н. э.) были обнаружены на полях в Зиггелькове близ Пархима. Мест, где были обнаружены объекты эпохи мезолита (8000-3000 до н. э.) — каменные топоры, мотыги, скребки, кремнёвые осколки и останки скелетов, — в Мекленбурге значительно больше, например, в Хоэн-Фихельне, Трибзесе, Плау, Нойштадт-Глеве, Доббертине.
Около 3000 года до нашей эры, значительно позже, чем на территориях Средней Германии, кочевники перешли к оседлому образу жизни. Каменные орудия труда и дольмены культуры воронковидных кубков сохранились в Мекленбурге в большом количестве. К началу позднего неолита эту культуру сменили одиночные погребения, которые относят к культуре боевых топоров.
Бронзовый век, который пришёлся в Мекленбурге на 1800—600 годы до н. э., начался на этих землях нерешительно. Прямой товарообмен стал приобретать всё большее значение, поскольку металл для изготовления инструментов и оружия был привозным. С гор на юге завозились готовые металлические изделия, как, например, культовая тележка из Пеккателя, хранящаяся ныне в Археологическом музее земли Мекленбург — Передняя Померания. Лишь в позднем бронзовом веке в Мекленбурге появилось собственное бронзовое литьё. Внутри племён сформировались социальные слои, о чём свидетельствует королевское захоронение в Седдине и заложенные крепости. Примерно в 1250 году до нашей эры на реке Толлензе состоялась крупнейшая битва того времени в которой участвовало, предположительно, до 4000 хорошо организованных воинов.
С началом железного века культура воронкообразных кубков перешла в ясторфскую культуру. Изначально железо было привозным, пока на территории Мекленбурга не научились отливать железо из местного бурого железняка. Наиболее известные захоронения ясторфской культуры находится на северо-западе от Шверина в Мюлен-Айхзене, где в VI—I веках до н. э. было захоронено около 5000 человек.

### Германские племена

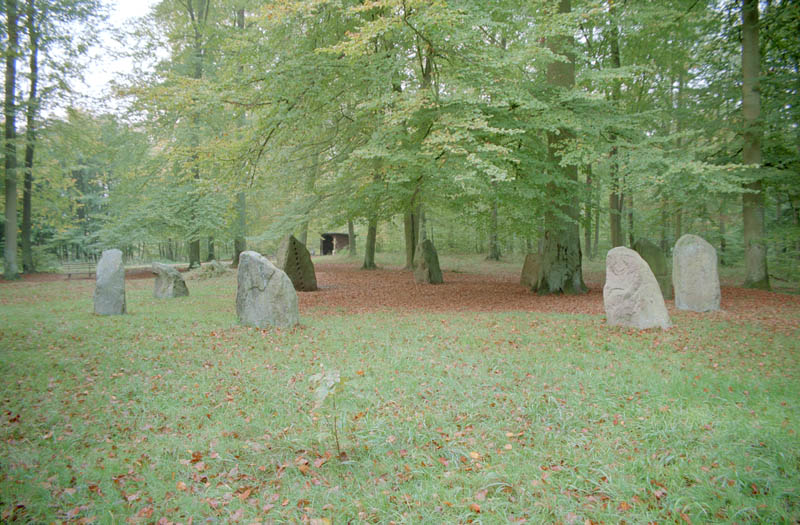
Один из каменных кругов, так называемая «Бойтинская каменная пляска» в Тарнове

К последнему столетию до нашей эры из ясторфской культуры сформировались германские племена: лангобарды, варны, семноны и, возможно, также саксы. На западе они относились к группе приэльбских германцев, а к востоку от Варнова — к группе германцев в устье Одера. Обнаружено много археологических объектов этого исторического периода, завезённых из Древнего Рима.
Клавдий Птолемей упоминает к востоку от места, где «берег образует дугу на восток» (внутренней Любекской бухты), реки Chalusus (Варнов), Suevus (Свина) и Viadua (Одер), за которыми следует Vistula (Висла). Восточнее саксов, которые «жили на затылке Кимбрского полуострова», от Варнова до Свины у моря обитали farodini, а далее до Одера — sidini. В удалении от моря от Эльбы до Свины проживали семноны, родственные свевам, а дальше до Вислы — burguntae (бургунды). Viruni (варны?) упоминаются как небольшая народность между саксами и семнонами.
Начиная с IV века нашей эры эти союзы племён, вероятно, вследствие ухудшения климатических условий участвовали в Великом переселении народов, направившись с побережья Балтийского моря на юг. Обезлюдевшие земли в VI—VII веках стали заселяться перемещавшимися с востока славянами.

## Средние века

### Славянская эпоха

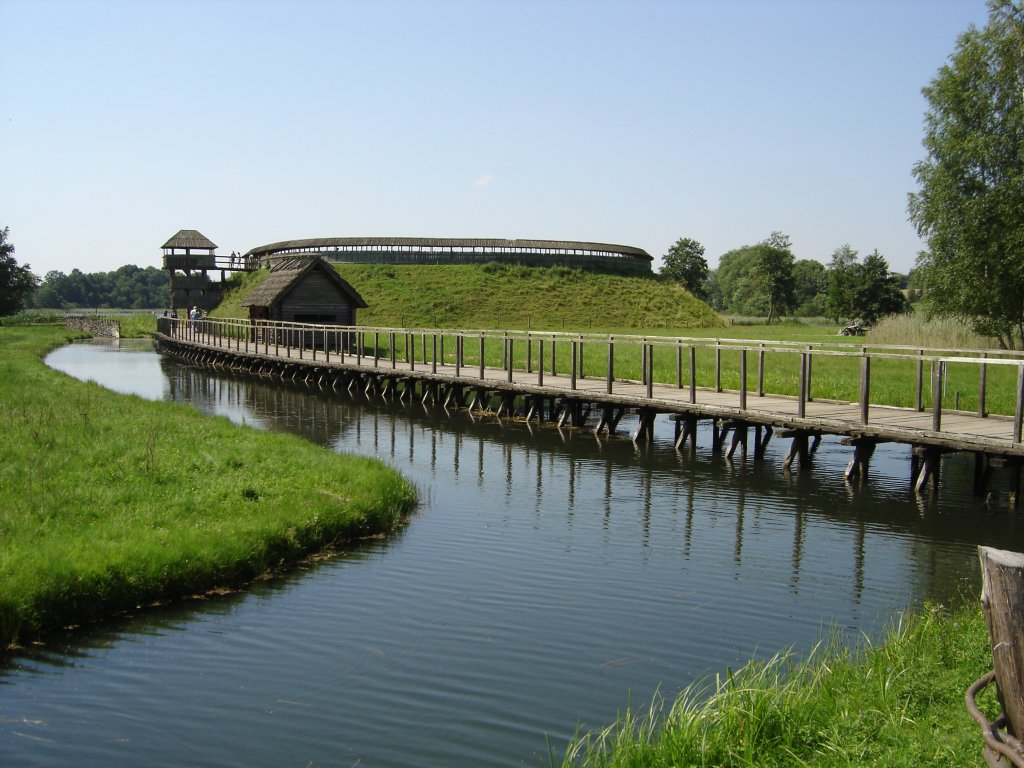
Реконструкция располагавшейся в низине славянской крепости в Гросс-Радене, ныне археологический музей под открытым небом

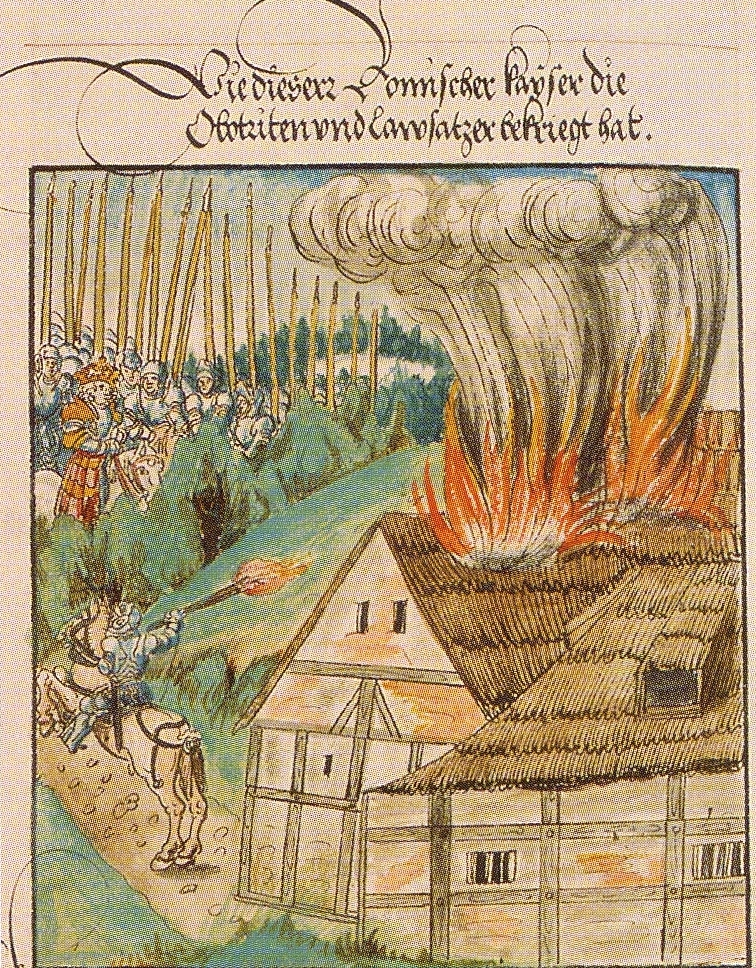
Сожжение Оттоном III славянского селения в Мекленбурге в 995 г. Иллюстрация из «Саксонской хроники» Георга Спалатина. 1530-1535 гг.

Информацию о переселившихся славянских племенах можно почерпнуть из археологических находок и письменных источников соседних культур, относящихся к VIII веку. В соответствии с ними начиная с VI века на западные земли Мекленбурга и в Восточный Гольштейн с востока пришли бодричи, а с юго-востока в Восточный Мекленбург и Переднюю Померанию прибыли вильцы, которых с конца X века стали называть лютичами.
У бодричей существовало четыре племени: вагры в Гольштейне, полабы на реке Траве, бодричи (в узком смысле) в Западном Мекленбурге и варны в верхнем течении реки Варнов. Название «Мекленбург» впервые встречается в грамоте Оттона III, написанной во время военного похода в 995 году. В ней упоминается одноимённая главная крепость бодричей в современной деревне Мекленбург недалеко от Висмара, заложенная на рубеже VII века, от которой до настоящего времени сохранился впечатляющий земляной вал. Главной крепостью полабов сначала был Ратцебург, затем Любице в пригороде современного Любека, крепость вагров была в гольштейнском Ольденбурге (Старграде). Крупные крепости бодричей находились в Шверине (Зверине), Велиграде, Добине и Илове близ Нойбурга.
Вильцы также разделились на четыре группы: кессины в нижнем течении Варнова, черезпеняне к востоку от реки Раксы (Рекниц), доленчане на реке Толлензе и к югу от них в верхнем течении Хафеля — ратари. О крепостях вильцев известно меньше, тем не менее, сохранились названия кессинских крепостей Верле и Кессин и ратарских — Штаргард и Ретра.
В конце VIII века бодричи объединились с Карлом Великим против саксов. По окончании саксонских войн граница Восточно-Франкского королевства вплотную придвинулась к землям северо-западных славян, привлёкших к себе внимание расселявшихся на восток немцев. Подчинить себе восточных соседей пытались германские короли из рода Людольфингов, используя для этого военную силу, политические средства и религию.
С X века в христианство перешли многие представители бодричского дворянства. В 955 году бодричи потерпели поражение в битве на Раксе. Тем не менее, попытка саксов удержать контроль над землями с помощью возводимых крепостей и христианизации не увенчалась успехом из-за восстаний лютичей и бодричей в 983 и 990 годах. Около 1050 года князь Готшалк Венд и затем Генрих Любичский создали государственные союзы бодричей и вновь ввели христианство.
Со смертью Генриха в 1127 году государство бодричей распалось. После неудачи в первом Крестовом походе против славян 1147 года Генриху Льву удалось разрушить славянское государство в 1160 году после смерти князя бодричей Никлота. Тем самым с 1160 года владения славянских князей в Мекленбурге оказались в ленной зависимости у немцев (изначально у саксов). В 1167 году земли бодричей Terra Obodritorum (за исключением Шверинского графства) были возвращены сыну Никлота Прибиславу, принявшему христианство и признавшему себя вассалом Генриха Льва. В 1171 году он основал Доберанский монастырь, выделил средства на Шверинское княжество-епископство и сопровождал Генриха в Иерусалим в 1172 году.

### Немецкая колонизация
С 1160 года Мекленбург постоянно находился в составе Священной Римской империи, за исключением периода датской оккупации в 1180—1227 годы. В 1160 году Генрих Лев основал на месте сожжённой захваченной славянской крепости Зуарин первую официальную общину на мекленбургской земле — город Шверин. Крепость была восстановлена по саксонской модели. Недалеко от крепости рядом со славянским поселением появился первый немецкий город в Мекленбурге. Шверин стал западным опорным пунктом на пути в Мекленбург. С 1200 года в Мекленбург переселилось несколько десятков тысяч немецких поселенцев из Вестфалии, Нижней Саксонии, Фризии и Гольштейна (так называемое «переселение немцев на восток»). Начиная со второй половины XII века немецкие министериалы, придворные и управленцы получали лены с поручением колонизировать Мекленбург, установив в нём свой традиционный порядок. Крестьяне получали бесплатные земельные наделы в качестве ленов и переселялись с запада на восток преимущественно в районы с тяжёлыми почвами к северу от Северо-Бранденбургской возвышенности на практически безлюдные территории, где до этого встречались только вендские поселения-островки. Колонисты размечали земли на участки и корчевали густые буковые леса на морене под пашню. Об этих поселениях до настоящего времени напоминают топографические названия, оканчивающиеся на -hagen («корчёвка»). Корчёвкам присваивали имена влиятельных лиц общин. Такие топонимы часто встречаются в окрестностях Ростока, например, Дидрихсхаген или Ламбрехтхаген.
Земледелие у славян было развито слабо, столетиями на пашне использовался только деревянный плуг. Урожаи были низкие, что не позволяло правителям собирать достаточную дань. Главным орудием труда новых поселенцев стал железный плуг. Немецкие поселенцы внедрили трёхполье и передовую для своего времени сельскохозяйственную технику. Деревни закладывались на больших площадях и по плану. При этом славянское население включалось в состав поселения. Достаточно длительное время крупные закрытые славянские поселения сохранялись на юго-западе Мекленбурга и на Рюгене. Вслед за крестьянами в Мекленбург потянулись купцы и ремесленники. Часто новые поселения располагались рядом со старыми славянскими посёлками. Об этом сейчас напоминают топографические названия Groß- («Большой»), Klein- («Малый»), Deutsch- («Немецкий»), Wendisch («Вендский»), а также Alt- («Старый») и Neu («Новый»).
После 1200 года началась колонизация влажных территорий, прежде всего, на Мекленбургском озёрном плато. Деревни имели большие территории и строились по плану, с большим отступом между линиями домов, с вытянутыми или прямоугольными центральными площадями и пахотными площадями. Эти поселения оставили свой след в топонимах, оканчивающихся на -busch («чаща»), -dorf («деревня»), -feld («поле»), -heide («луг»), -hof («двор»), -krug («кабак»), -wald(e) («лес»), -mühlen («мельница»), -berg («гора»), -burg («крепость»), -kirchen («церковь»).
До настоящего времени сохранилось крупное культурное достояние — нижненемецкий язык, распространившийся благодаря колонистам в Мекленбурге как в вестфальском, так и в северном нижнесаксонском варианте. В этот период (около 1219 года) на гербе Мекленбурга впервые появилась бычья голова. Из 56 городов Мекленбурга 45 было заложено в период немецкой колонизации.

### Формирование немецкого территориального государства

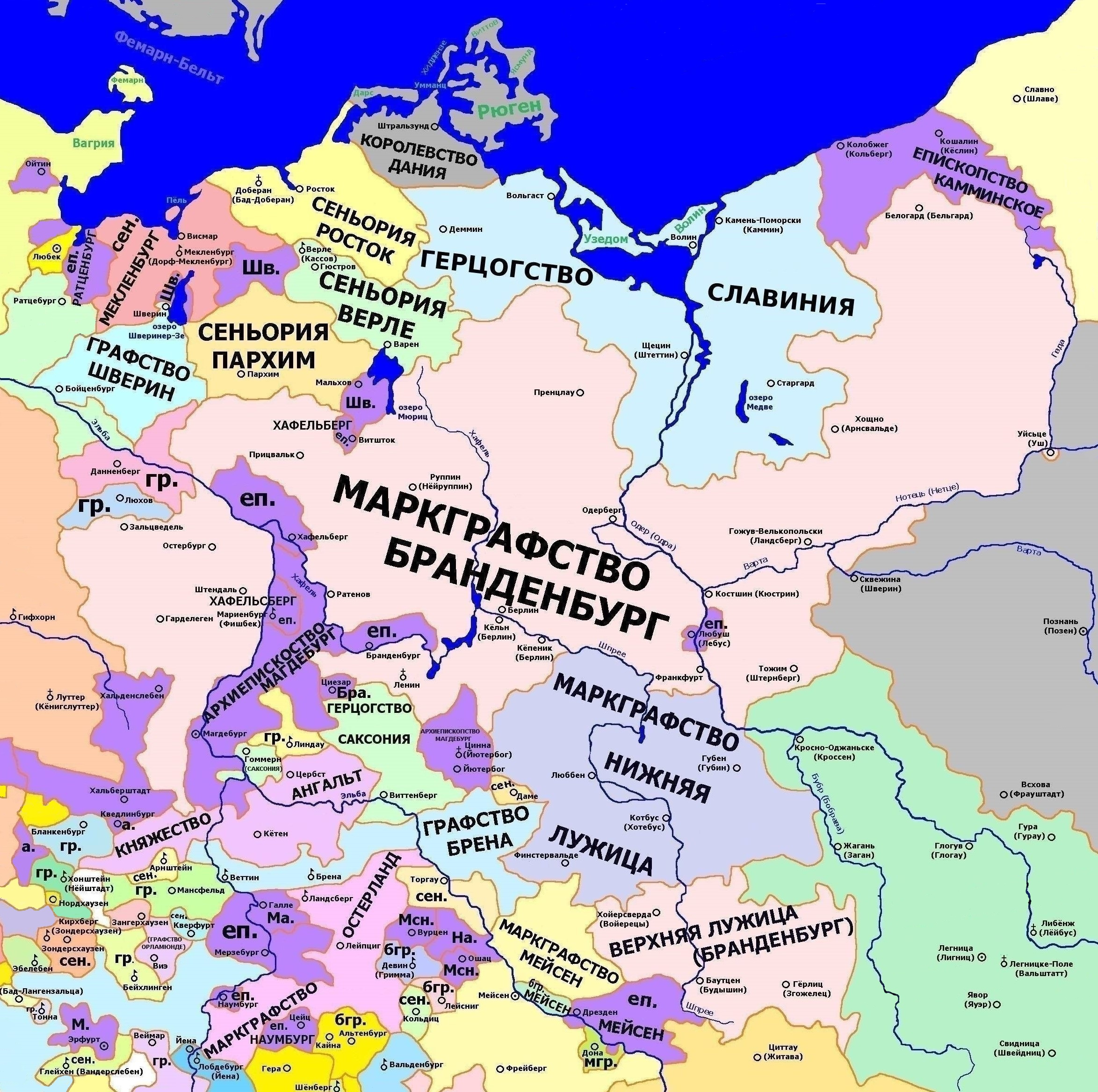
Последствия первого раздела основных мекленбургских земель

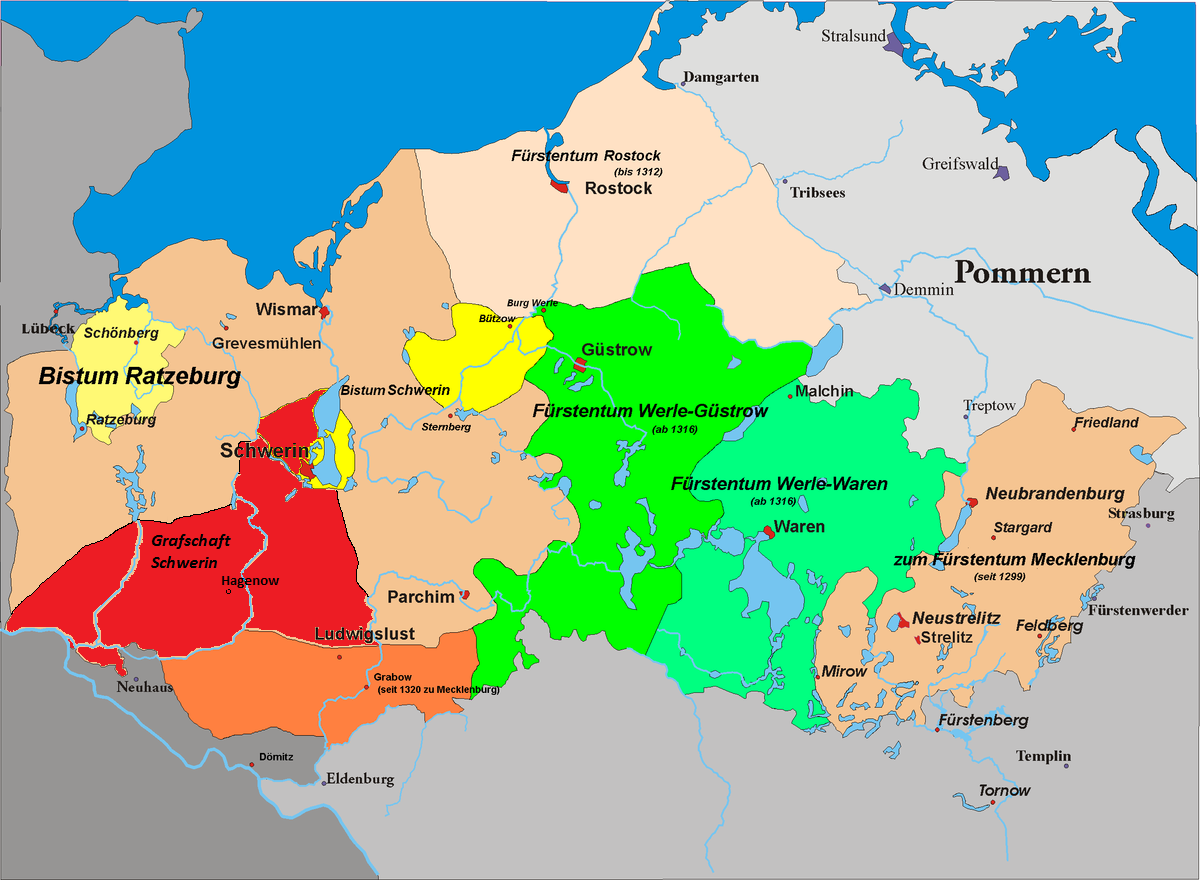
Границы Мекленбурга на 1300 год (зелёным выделено княжество Верле в 1314—1316 годах)

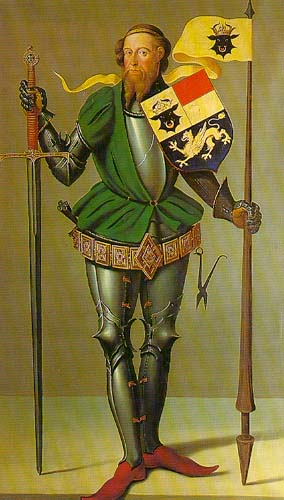
Альбрехт II Мекленбург-Шверинский

Этап формирования в Мекленбурге немецкого территориального государства занял около двух с половиной столетий — от первого раздела основных мекленбургских земель до эпохи герцога Генриха IV.
Прибиславу удалось объединить все мекленбургские земли за исключением Шверинского графства, но уже в 1226 году после смерти Генриха Борвина II произошёл первый раздел основных мекленбургских земель. Возникли княжества Мекленбург, Верле, Пархим-Рихенберг и Росток. Пархим-Рихенберг просуществовал лишь до 1256 года. Прибислав I Пархим-Рихенбергский разругался с епископом шверинским Рудольфом. Тот объявил о его изгнании из империи и отлучении от церкви. Прибислав лишился власти, а его земли были поделены между его братьями и свояком, графом Шверина. Княжество Росток успешно противостояло властным устремлениям Мекленбурга с помощью датчан вплоть до 1312 года. После неудачной попытки 1299 года Генриху II Мекленбургскому, прозванному Львом, удалось захватить княжество в 1312 году. Заключив в 1323 году мир с датским королём, он окончательно получил от того княжество в ленное владение. Уже в 1299 году через свою супругу Беатрису Генрих получил власть в княжестве Штаргард. Выступив в Северогерманской маркграфской войне против бранденбургского маркграфа Вальдемара, по Темплинскому мирному договору от 25 ноября 1317 года он окончательно закрепил княжество Штаргард за собой. Завоёванные у Бранденбургской марки Уккермарк и Пригниц Генрих был вынужден вернуть в 1325 году. Война за рюгенское наследство после смерти последнего рюгенского князя Вицлава не принесла территориальных приобретений. После смерти Генриха в 1329 году и нескольких лет регентства и совместного правления (с 1336 года) его сыновья Альбрехт II и Иоганн I разделили земли на герцогства Штаргард и Шверин в 1352 году.
Мекленбургская династия сумела упрочить свои позиции и добиться статуса имперского княжества в смутные времена, наступившие после смерти последнего из бранденбургских Асканиев. В 1347 году Альбрехт и Иоганн получили от короля и будущего императора Священной Римской империи Карла IV княжество Штаргард, а затем в 1348 году и княжество Мекленбург в качестве имперских ленов, и приобрели одновременно титулы герцогов и имперских князей.
В 1358 году Альбрехт II приобрёл Шверинское графство, и мекленбургские герцоги из своей резиденции в Мекленбургской крепости у Висмара перебрались на Шверинский остров, где позднее возник Шверинский замок.
Княжество Верле утратило своё значение после нескольких разделов. Лишь в 1425 году при Вильгельме Верльском княжество вновь объединилось под одним правителем. Однако он умер в 1436 году, не оставив наследников мужского пола, и Верле отошёл к Мекленбургскому герцогству. После смерти последнего правителя Штаргарда Ульриха II, у которого также не нашлось наследника мужского пола, все земли Генриха IV Мекленбургского оказались в руках одного правителя и были объединены. С этого времени стал созываться объединённый ландтаг.
Внешние границы подверглись незначительным изменениям. Так, в 1276 году Везенбург отошёл к Бранденбургской марке, с 1317 года княжество Штаргард со всеми его городами вошло в ленные владения мекленбуржцев. Город и земли Грабова отошли в 1320 году к Мекленбургу, а в 1375 году добавился Дёмиц.
В позднее Средневековье Мекленбург находился в сфере влияния Ганзы. Мекленбургские города Росток и Висмар заключили властный союз. Сыграло свою роль и вмешательство в скандинавскую политику, в особенности при герцоге Альбрехте II. Его сын Альбрехт III некоторое время занимал шведский трон. В 1370 году после Второй Датско-ганзейской войны Ганза доказала своё превосходство и Штральзундским мирным договором завершила датское господство в балтийском регионе. В 1419 году герцоги Иоганн IV и Альбрехт V вместе с советом ганзейского города Ростока основали первый университет в Северной Германии и в балтийском регионе в целом.
По Витштокскому миру 1442 года Мекленбург окончательно лишился Уккермарка, который отошёл Бранденбургу. В мирном договоре также было закреплено право бранденбуржцев наследовать в Мекленбурге в случае смерти последнего представителя мекленбургского княжеского рода по мужской линии.

## Раннее Новое время
К концу XV века внешние границы Мекленбурга уже устоялись, но правителям Мекленбурга до середины XVII века удалось расширить территорию. Новые разделы земель произошли в 1520 году по Нойбранденбургскому династийному соглашению, в 1555 году по Общему Висмарскому договору, а с 1621 года после Гюстровских гарантий и назначения наследника опять появились два герцогства Мекленбург-Шверин и Мекленбург-Гюстров.
В 1523 году мекленбургские сословия, прелаты, рыцари и города объединились в единый орган, просуществовавший до самого конца империи
. В 1572 году по Штернбергским гарантиям, взяв на себя герцогские долги, сословия получили подтверждение своим обширным привилегиям, как, например, абсолютному праву утверждения налогов. В последующие десятилетия сословия получили ещё дополнительные герцогские гарантии и тем самым укрепили свою власть за счёт централизованной герцогской власти. Хотя сословия и предотвратили распад Мекленбурга, но явились одной из причин относительной отсталости Мекленбурга в последующие столетия.

### Реформация

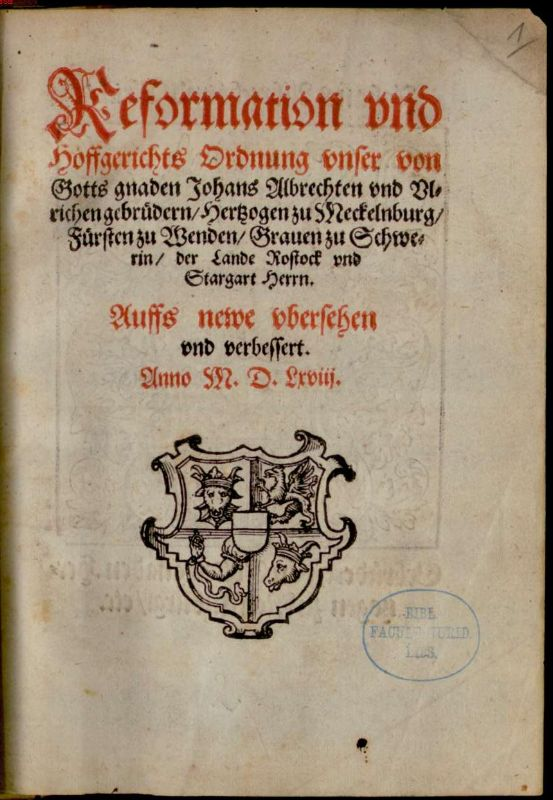
Титульный лист издания 1568 года «Реформация и положение о верховном суде» Иоганна Альбрехта I

В 1523 году лютеранская Реформация проникла в Мекленбург преимущественно благодаря усилиям реформаторов Иоахима Слютера (в Ростоке) и Генриха Нефера (в Висмаре). К 1531 году Росток официально стал протестантским. Убеждённый приверженец протестантизма Иоганн Альбрехт I в противовес своему отцу Альбрехту VII решительно поддержал Реформацию в своей стране. Он окружил себя людьми, придерживающимися протестантских убеждений, и назначил придворным проповедником лютеранина Герда Омекена. Он пригласил ко двору Дитриха фон Мальтцана, который одним из первых в мекленбургском дворянстве перешёл в лютеранство, и убедил перейти в новую веру своего дядю Генриха V. В июне 1549 году на Штернбергском ландтаге провёл лютеранство вероисповеданием для всех сословий. Тем самым все сословия признали лютеранство религией Мекленбурга. Этот акт можно рассматривать как узаконенный ввод Реформации в Мекленбурге.
Однако Иоганн Альбрехт I не мог в одиночку противостоять императору Карлу V, который, находясь на вершине власти, стремился предотвратить признание протестантизма на имперском уровне и ограничить власть имперских сословий в Священной Римской империи. Поэтому Иоганн Альбрехт I сначала попытался заключить союз с другими князьями из Северной Германии. Уже в феврале 1550 года он заручился поддержкой маркграфа Иоганна Бранденбург-Кюстринского для заключения оборонительного союза с герцогом Пруссии Альбрехтом. Он был обручён с его дочерью Анной Софией и впоследствии женился на ней.
22 мая 1551 года Иоганн Альбрехт I заключил по Торгаускому договору тайный союз с другими протестантскими князьями из Северной Германии. Торгауский договор создал правовые рамки для восстания князей против императора Карла V, в котором Иоганн Альбрехт I также принял участие. Аугсбургский религиозный мир 1555 года обеспечил протестантам религиозную свободу и независимость немецким имперским князьям. После своего возвращения из похода Иоганн Альбрехт I считал своей главной задачей полное утверждение Реформации. В 1552 году он распустил почти все монастыри в Мекленбурге и включил их в герцогский домен. После этого церковь лишилась своего влияния. Герцог также ввёл церковные визитации, учредил евангелические научные и народные школы и пригласил протестантских теологов в Ростокский университет.

### Тридцатилетняя война

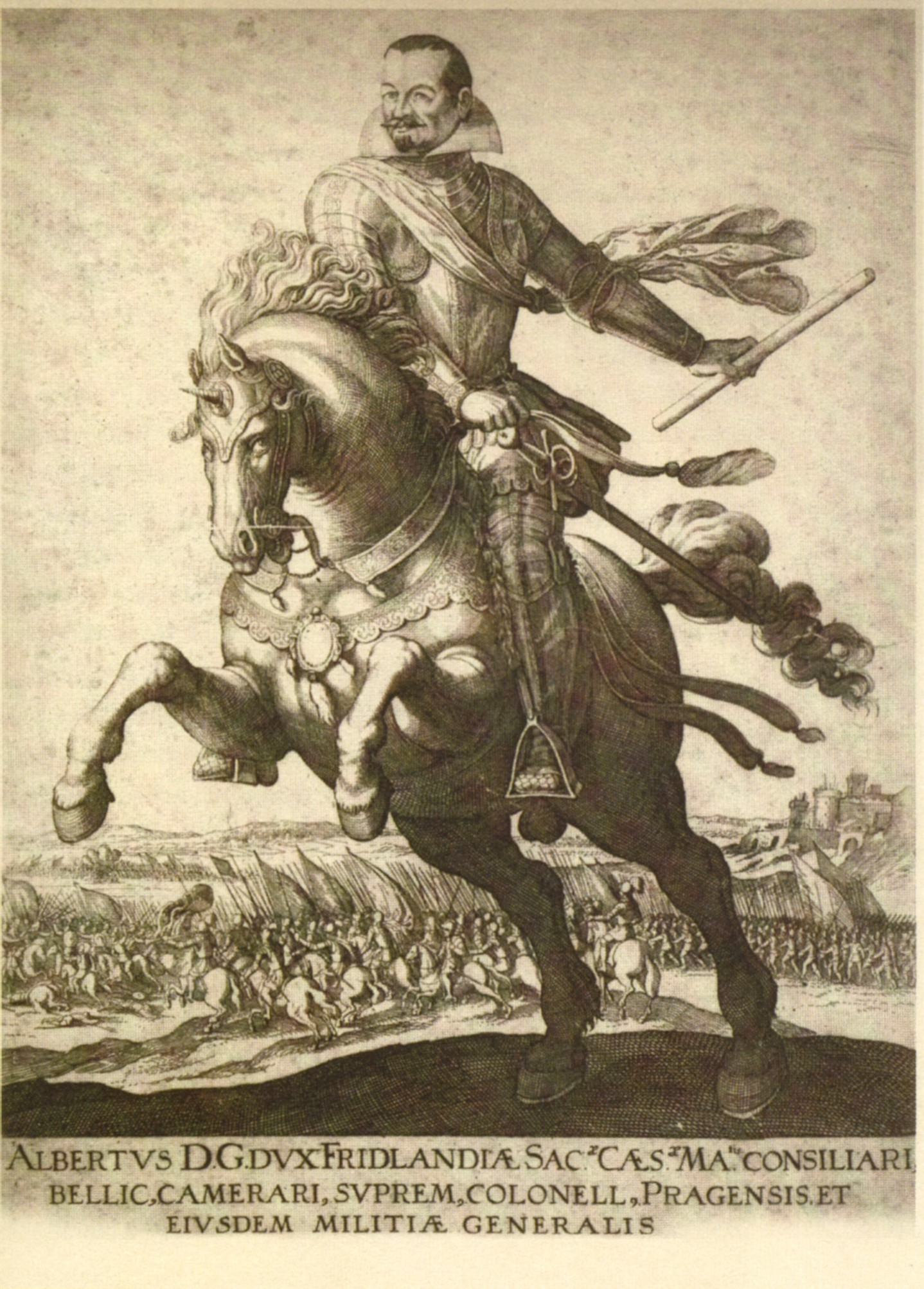
Валленштейн, герцог Мекленбурга в 1628—1630 годах

#### Причины вступления в войну
Поначалу мекленбургские герцоги пытались избежать участия в Тридцатилетней войне и сохранить в Мекленбурге мир, придерживаясь строгого нейтралитета. Когда же имперские войска подошли ближе и возникла угроза восстановления католицизма и имперской абсолютной власти, в 1625 году оба герцога Адольф Фридрих I и Иоганн Альбрехт II вопреки увещеваниям императора вступили в оборонительный союз с княжеством Брауншвейг, Померанией, Бранденбургом, свободными городами и герцогством Гольштейн, во главе которого встал король Дании Кристиан. Король Дании одновременно пытался заключить союз с Францией, Англией и Голландией против германского императора Фердинанда II и поэтому союз в глазах императора получил образ врага. Несмотря на то, что оба мекленбургского герцога отказались от участия в союзе непосредственно перед битвой при Луттере в 1626 году, в 1628—1630 годах они попали в опалу у императора Фердинанда II и были отстранены от власти, а герцогом был назначен его полководец Валленштейн.

#### Мекленбург при Валленштейне
Альбрехт фон Валленштейн выбрал своей резиденцией Гюстровский замок. Оттуда он приступил к реформам государственной системы Мекленбурга. Оставив незыблемыми старый сословный устав и сословное представительство, он за короткий период своего правления существенно трансформировал остальную государственную систему. Впервые в истории Мекленбурга были отделены друг от друга юстиция и управление (так называемые «палаты»). Валленштейн учредил кабинетное правительство и возглавил его. Правительство состояло из кабинета по военным, имперским и хозяйственным делам и правительственной канцелярии под руководством правительства. Валленштейн издал закон об обеспечении бедных и ввёл единые меры длины и весов.

#### Отвоёвывание при поддержке шведов

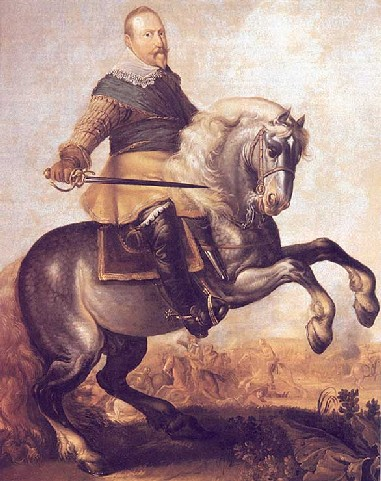
Король Швеции Густав II Адольф

В это время изгнанные мекленбургские герцоги стремились вернуть себе свои земли и для этого вступили в переговоры со своим кузеном, королём Швеции Густавом Адольфом. В 1629 году Густав Адольф объявил войну германскому императору и в сентябре 1630 года вместе со своим проверенным в боях войском прибыл в Мекленбург через Померанию, захватив занятые имперскими войсками города Марлов и Рибниц. Захваченный в феврале 1631 года Нойбранденбург он занял войском численностью в 2000 человек и закрепился в нём. Однако уже спустя один месяц имперский полководец Иоганн Тилли осадил и взял город штурмом, понеся серьёзные потери и устроив для шведов и жителей ужасающую кровавую баню. Город получил значительные разрушения.
В 1630 году шведский король Густав Адольф вернул власть мекленбургским герцогам, и все реформы Валленштейна были свёрнуты. В июле 1630 года мекленбургские герцоги на шведские деньги и со шведским войском численностью в 2000 человек выступили из Любека на Нойбранденбург. Когда пришло время штурмовать город, имперские войска отказались уйти добровольно. Объединённые мекленбургские и шведские войска продолжили завоёвывать другие города и крепости. Уже к концу июня шведским войскам сдалась крепость Плау, после того как имперский комендант в целях защиты города наполовину сжёг его. В конце июля войско стояло под Висмаром, который упорно удерживался имперскими войсками вместе с островом Вальфиш. Передача города, вынужденная нехваткой провианта, состоялась лишь в январе 1632 года со внешней помощью в обмен на вывод войск со всеми военными почестями. В 1631 году мекленбуржцы завоевали Варнемюнде, а в октябре после нескольких недель осады капитулировали имперские войска в Ростоке.
В конце января 1632 года последние имперские войска покинули Мекленбург, шведы также отступили за исключением гарнизонов в Висмаре и Варнемюнде. 29 февраля 1632 года мекленбургские герцоги заключили во Франкфурте-на-Майне союз с Густавом Адольфом, согласно которому шведские войска оставались в Висмаре и Варнемюнде. Тем самым ещё до Вестфальского мирного договора Мекленбург потерял Висмар, который стал входными воротами для шведских войск и местом притяжения врагов Швеции.

#### Примирение с императором и территориальные уступки Швеции
Примирение с императором произошло по Пражскому мирному договору 1635 года, к которому позднее присоединились и мекленбургские герцоги. Император признал за ними герцогский титул. Мекленбург не участвовал в войне против Швеции, но Швеция угрожала Мекленбургу войной, захватила и сожгла Шверин и без боя взяла крепости Дёмиц и Плау. Шведский гарнизон в Висмаре прославился разграблением окрестностей и насилием над населением. В Бютцове и Гюстрове несколько рот мекленбургских войск встали под ружьё в составе шведских полков.
В 1637—1640 годах на мекленбургской земле вновь развернулись бои между шведскими и имперскими войсками. По Вестфальскому мирному договору 1648 года Мекленбург уступил город Висмар (вместе с амтом Нойклостер и островом Пёль) в качестве имперского лена Швеции, Шверинский дом получил секуляризированные епископства Шверин и Ратцебург и комтурство иоаннитов в Мирове, а Гюстровский дом получил комтурство Немеров. В Висмаре разместился верховный трибунал, высшая судебная палата шведских территорий в Священной Римской империи. Лишь в 1803 году Висмар вместе с амтом Нойклостер и островом Пёль вернулся в состав Мекленбурга.

#### Последствия войны
Главным последствием войны для Мекленбурга стало разорение. Численность населения сократилась в шесть раз (с 300 до 50 тысяч). Обширные территории страны оказались опустошёнными, жестоко пострадало население. Особенно бедствовало крестьянство, в большей части потерявшее свободу. Города, посёлки и хутора подверглись сожжению, были разобраны на дрова или на строительство полевых лагерей. Юхан Банер, суровый шведский фельдмаршал, привычный к ужасам войны, описывал ситуацию в Мекленбурге в своём письме шведскому риксканцлеру Акселю Оксеншерне в сентябре 1638 года следующим образом:
«В Мекленбурге нет ничего кроме песка и воздуха, всё разрушено до самой земли», -
а после того, как разразилась чума, унёсшая жизни тысяч людей в городах среднего размера и сотен в малых городах:
«Деревни и поля покрыты падшим скотом, дома полны умерших людей, бедствий не описать.»
Народ Мекленбурга погиб от меча и пыток, от чумы и голода. Части жителей удалось спастись в укреплённых городах Росток, Любек и Гамбург. Города с укреплёнными замками — Дёмиц, Плау, Бойценбург — во время осад превратились в пепел, как и города Варин, Лаге, Тетеров и Рёбель. Особую жестокость к гражданскому населению проявляли хорватские рыцари под предводительством полковника Лосси и имперские войска под началом полковника графа Гётцена. В 1638 году в своём приказе, официально запрещавшем бесчинства в отношении населения, шведский фельдмаршал Юхан Банер описывает жестокости солдат. Он сообщает о
«…жестоких эксцессах, разбое, убийствах, грабеже, поджогах, изнасиловании женщин и девушек, без разбора сословия и возраста, уничтожении церквей и храмов, оскорблении проповедников и церковных служек, разорении божьих даров и других варварских жестокостях…»
После войны герцоги Мекленбурга пытались восстановить экономику страны, которую в основном составляло сельское хозяйство. Удалось заселить лишь только четверть всех оставленных и разграбленных крестьянских хозяйств. В 1662 году по приказу герцога в каждом амте (местной административно-территориальной единице) следовало поселить 10 крестьян и построить для них дома за герцогский счёт, засеять поля и освободить крестьян от повинностей на несколько лет. Были проведены расспросы об имевшихся в крестьянских семьях детях, чтобы вернуть их в хутора если не по-хорошему, то силой на основании крепостного права. Из Бранденбургской марки, герцогств Гольштейн и Померании прибыли многочисленные переселенцы, потерявшие имущество на родине. Тем не менее, добиться полного восстановления крестьянства не удалось.
Помещики ухудшили права ослабевшего крестьянства. Обезлюдение территории привело к масштабной ликвидации крестьянских хозяйств. Оставленные крестьянские дворы присоединялись к рыцарским поместьям, крестьяне попадали в зависимость. В 1646 году было издано, а в 1654 году дополнено положение о челяди, которое официально закрепило крепостное право и утрату крестьянским сословием свободы. Крестьяне не имели права переезжать в другое место без разрешения хозяина. Жениться разрешалось опять же только с его разрешения.

### Северные войны

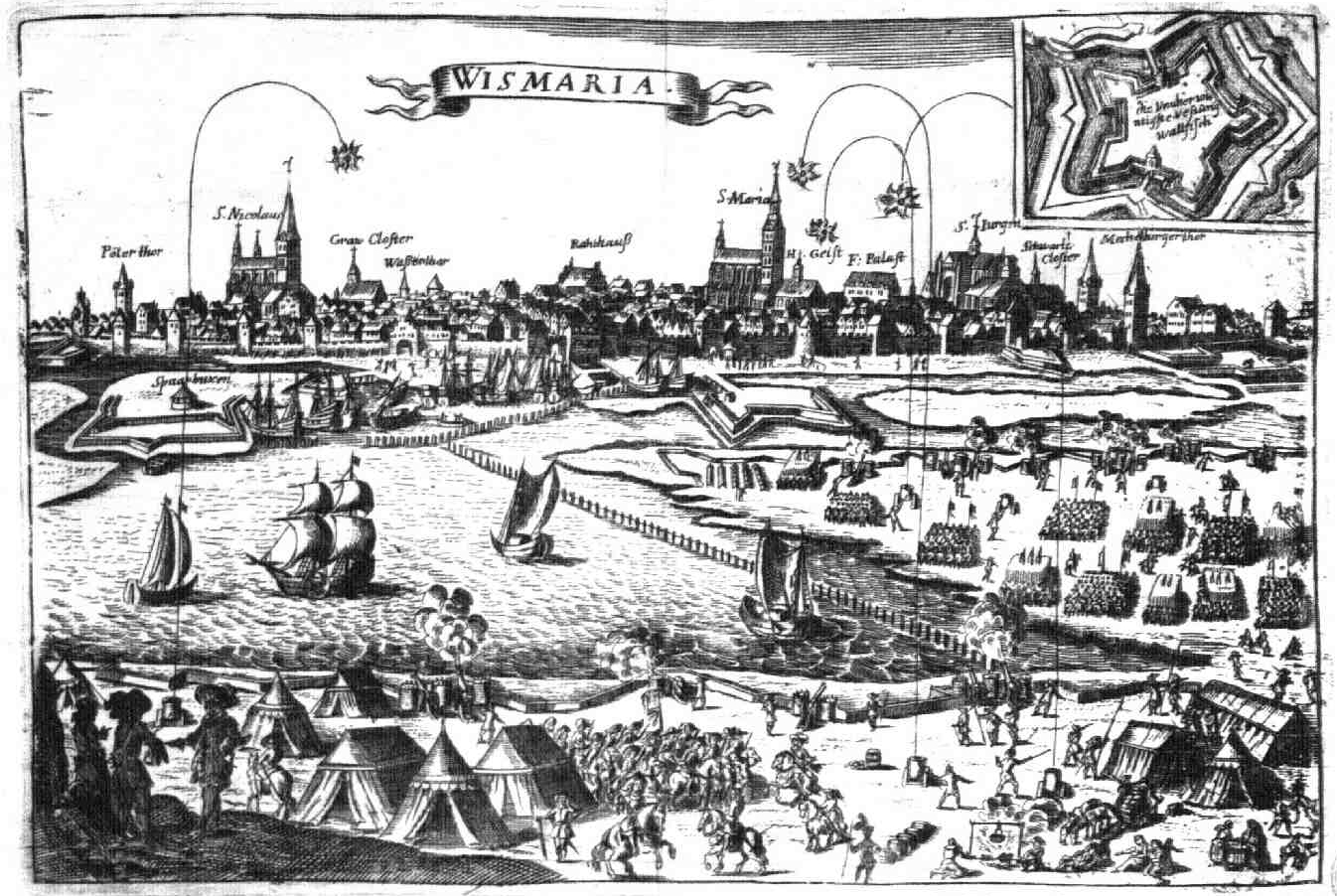
Осада Висмара датчанами. 1675

Начиная со второй половины XVII века Северные войны отчасти перекинулись на территорию Мекленбурга. В 1658 году во время Второй Шведско-польской войны на мекленбургскую землю ступили имперские, бранденбургские и польские солдаты, военные действия продолжались до Оливского мира, завершившего войну в мае 1660 года.
Гюстровская линия угасла в 1695 году со смертью Густава Адольфа, сына Иоганна Альбрехта II, в 1636 году. В Мекленбург-Шверине до 1658 года правил Адольф Фридрих I, постоянно конфликтовавший с сословиями и всеми членами своей семьи. Его сын и преемник Кристиан Людвиг проживал преимущественно в Париже, где перешёл в католичество и был близок Людовику XIV.
В Шведско-бранденбургской войне (1674—1679) Мекленбург, несмотря на свой нейтралитет, был оккупирован бранденбургскими и датскими войсками. В 1675 году датчане захватили Висмар, но уже в 1680 году город уже вновь перешёл к шведам и был перестроен в крепость. В Великую Северную войну (1700—1721) грабежами Мекленбурга занимались все воюющие стороны: шведы, пруссаки, датчане, саксы и русские.

### Третий раздел основных мекленбургских земель

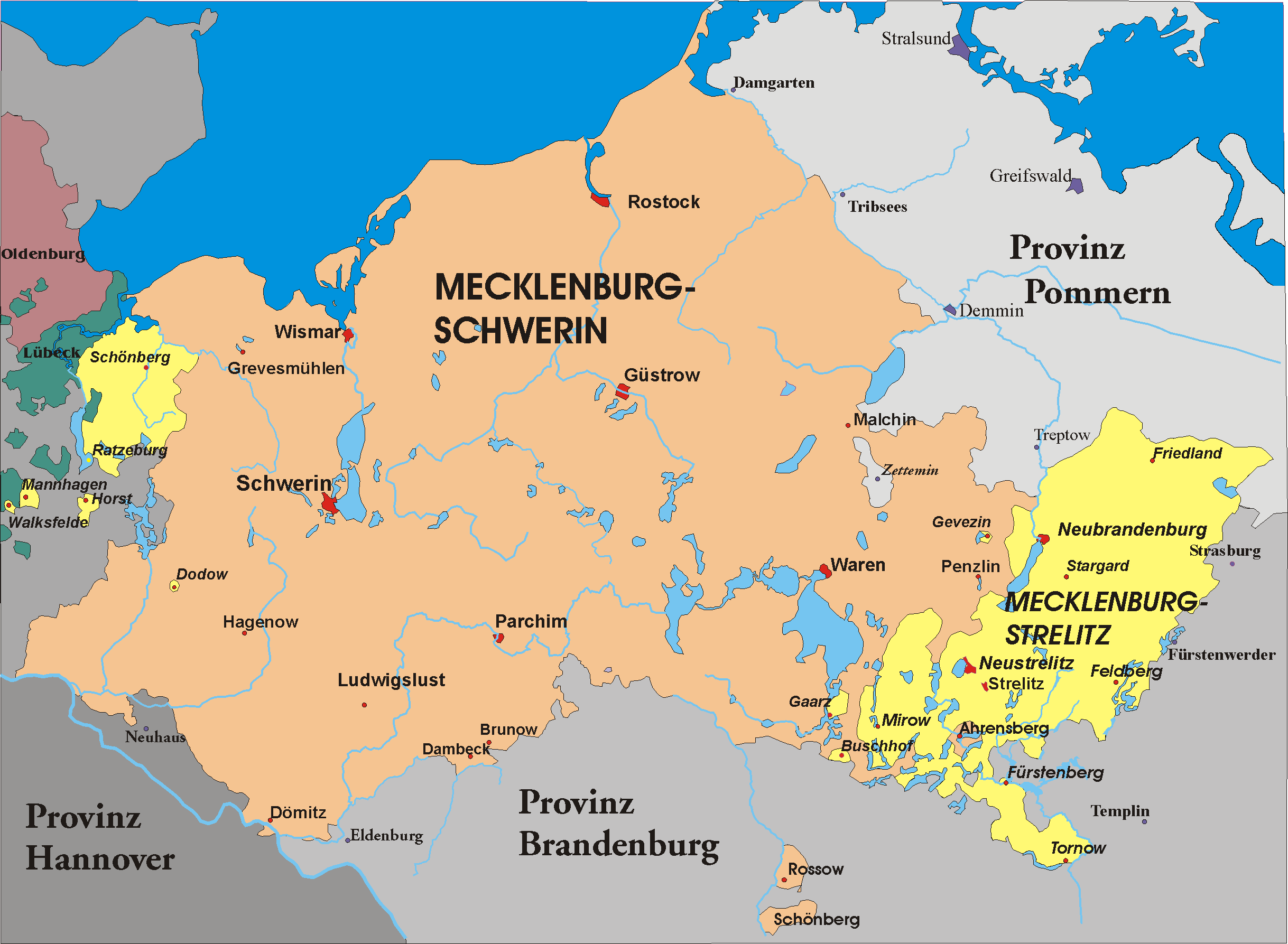
Мекленбург после третьего раздела основных мекленбургских земель

В 1701 году мекленбургский княжеский дом принял примогенитуру как принцип наследования власти. До этого в связи с угасанием Мекленбургско-Гюстровской линии после смерти герцога Густава Адольфа Мекленбург оказался ещё раз втянутым в многолетний конфликт, связанный с наследованием, который был завершён в 1701 году так называемым Гамбургским компромиссом при усиленном содействии иностранных держав. Согласованный при этом третий раздел основных мекленбургских земель привёл вновь к созданию двух ограниченно автономных герцогств, с 1815 года — великих герцогств Мекленбург-Шверин и Мекленбург-Стрелиц. Оба правящих герцога (позднее великих герцога) носили одинаковые титулы. Займы осуществлялись всегда «общей властью», различия в их гербах были незначительны. Обе части Мекленбурга обладали правом голоса в бундесрате Германской империи, Шверин имел два голоса, Стрелиц — один.

### Имперская экзекуция и спор о престолонаследии
В 1713 году возник конфликт между герцогом Карлом Леопольдом, правившим в Мекленбург-Шверине, и мекленбургскими сословиями, затянувшийся до 1717 года. В 1716 году герцог Карл Леопольд вступил в брак с Екатериной Иоанновной, единокровной племянницей русского царя Петра I. Зимой 1716—1717 года по одновременно заключённому союзническому договору в Мекленбург вступили русские войска численностью в 40 тыс. солдат. В 1717 году в герцогстве дислоцировался вятский пехотный полк. Герцог стремился обеспечить абсолютистский суверенитет от рыцарства и победить поддерживавший рыцарей Росток. Он запросил разрешение сословий на ввод дополнительных налогов для создания постоянной армии и принудил затем городской совет Ростока отказаться от своих привилегий.
В ответ на жалобу, поступившую от сословий Мекленбурга на правонарушения и автократические устремления Карла Леопольда, император Карл VI в 1717 году издал против герцога имперскую экзекуцию, которая была исполнена весной 1719 года. Карл Леопольд перенёс свою резиденцию в Дёмиц и вскоре покинул страну. Власть в Мекленбург-Шверине перешла к выступавшим исполнителями решения курфюрсту ганноверскому и королю Пруссии. После смерти Георга I (1727) имперская экзекуция была снята. Поскольку решить конфликт сразу не удалось, в 1728 году Карл Леопольд был смещён имперским надворным советом в Вене в пользу его брата Кристиана Людвига II.
Карл Леопольд отверг любые компромиссные предложения Карла VI и в 1733 году потерпел неудачу в своей попытке вернуть себе власть в Мекленбург-Шверине, призвав на помощь горожан и крестьян и заручившись поддержкой Пруссии. Карл Леопольд умер в Дёмице 28 ноября 1747 года.
В последнем приступе абсолютистских устремлений в 1748 году оба мекленбургских правителя Кристиан Людвиг II и Адольф Фридрих III заключили тайный договор о роспуске общемекленбургского государства. Но и этот план был провален сопротивлением рыцарства. Когда в 1752 году в Стрелице внезапно наступил случай престолонаследия, ситуация резко обострилась. Войска шверинского герцога оккупировали Стрелиц, чтобы после отделения от общемекленбургского государства добиться его политической самостоятельности. Исход спора о престолонаследии завершил и эту последнюю попытку укрепления княжеской власти в Мекленбурге и привёл к дальнейшему усилению сословий.

### Конституционное соглашение о разделе наследства

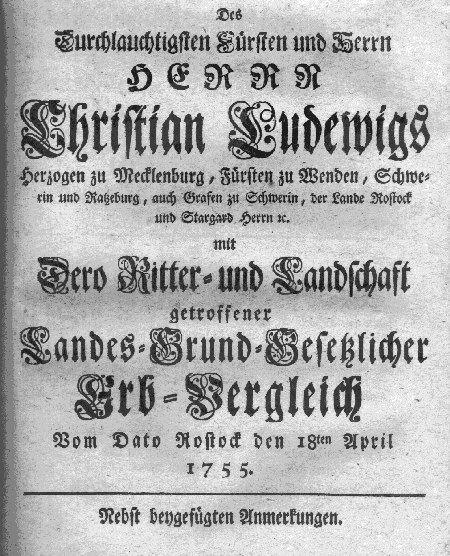
Титульный лист Конституционного соглашения о разделе наследства. 1755

О своей капитуляции Кристиан Людвиг II заявил в 1755 году, подписав Конституционное соглашение о разделе наследства. Герцог Стрелица Адольф Фридрих IV и его мать, выступавшая опекуном своих младших детей, ратифицировали договор в том же году.
Конституционное соглашение о разделе наследства дало Мекленбургу новую сословную конституцию, что привело к укреплению политического превосходства мекленбургского рыцарства и законсервировало отсталость страны до самой ликвидации монархии в 1918 году. Обе части Мекленбурга оставались в составе общего государства, получили согласно конституционному соглашению общую конституцию и подчинялись общему ландтагу, который как орган законодательной власти ежегодно заседал попеременно в Штернберге и Мальхине и как орган исполнительной власти работал в «узком составе» в Ростоке. Каждая из частей Мекленбурга, правители которых гарантировали невмешательство в дела друг друга, имела свои правительства и собственные вестники для публикации законов и распоряжений. Общими остались высший апелляционный суд (в Пархиме, позднее в Ростоке) и монастыри. Пограничный контроль в Мекленбурге между двумя частями отсутствовал. Таможенный контроль между частями Мекленбурга не был отменён. Сословная конституция в Мекленбурге сохраняла своё действие до 1918 года, передав крупным землевладельцам решающие властные полномочия. В конце монархической эпохи политическая система в Мекленбурге считалась самой отсталой в Германской империи.

### Выкуп Висмара
На исходе XVIII века Швеция осознала, что после утраты в 1715 году владений между Эльбой и Везером Висмар перестал выполнять свои функции плацдарма, соединявшего территории Бремен-Вердена и Шведской Передней Померании. По Мальмскому залоговому договору 1803 года Висмар, остров Пёль и амт Нойклостер были переданы Мекленбургу вначале на 99 лет, а затем с 1903 года бессрочно. Висмарский трибунал в связи с этим перебрался в 1802 году ненадолго в Штральзунд, а затем в 1803 году в Грейфсвальд.

### Мекленбург как разменная монета
После роспуска Священной Римской империи германской нации обе части Мекленбурга вступили в Рейнский союз в 1808 году. Тем не менее, накануне русского похода 1812 года Наполеон предложил Мекленбург, Штеттин и все земли между Штеттином и Вольгастом шведскому правителю Бернадоту. После поражения Наполеона в России мекленбургские герцогства одновременно с Пруссией заключили союз с Россией, но в 1813 году вновь стали предметом торга между Пруссией и Россией. За переход на свою сторону Дании, выступавшей союзником Наполеона, и её отказа от претензий на Норвегию в пользу Швеции датчанам были предложены не только Шведская Померания, но и власть в обоих Мекленбургах, а позднее даже Прусская Передняя Померания (приобретённая в 1720 году Швецией), а кроме того Любек и Гамбург. Но Дания сохранила верность Наполеону и после его поражения в 1814 году получила в качестве компенсации за Норвегию только Шведскую Померанию. А мекленбургские герцоги удержались на своих тронах на ещё одно столетие.
В это время в Мекленбург-Шверине проявились встречные экспансионистские амбиции. Свой интерес там обратили на Шведскую Померанию, обладание которой требовалось закрепить после вступления в Рейнский союз. Наследный принц Фридрих Людвиг в этой связи отправился в Париж и Эрфурт на созванный Наполеоном княжеский конгресс. Дипломатические усилия по овладению Шведской Померанией прилагались по сообщению отправленного в Париж обергофмейстера фон Лютцова до 1813 года.
В 1820 году в Мекленбурге было отменено крепостное право. Сельское население обрело личную свободу. Одновременно были отменены традиционные попечительские обязанности помещиков (обеспечение работой, социальное обеспечение, медицинская помощь и пенсия) в отношении своих подчинённых. Многие помещики вскоре перешли к капиталистическому способу ведения хозяйства, ориентированному на доход. Многие сельскохозяйственные работники потеряли рабочие места, а вместе с ними и жильё, то есть базовые условия для жизни на родине. Хотя они и сохраняли свои права уроженцев Мекленбурга, но ни в одном другом месте страны не могли обрести себе кров, поскольку в Мекленбурге не было права свободного поселения, а разрешения на переселение выдавались местными властями в произвольном порядке. Вследствие несовершенства законодательства крестьяне не получили реальной самостоятельности. Многие из них были вынуждены в последующем эмигрировать из Мекленбурга.

## От Венского конгресса до ликвидации монархии

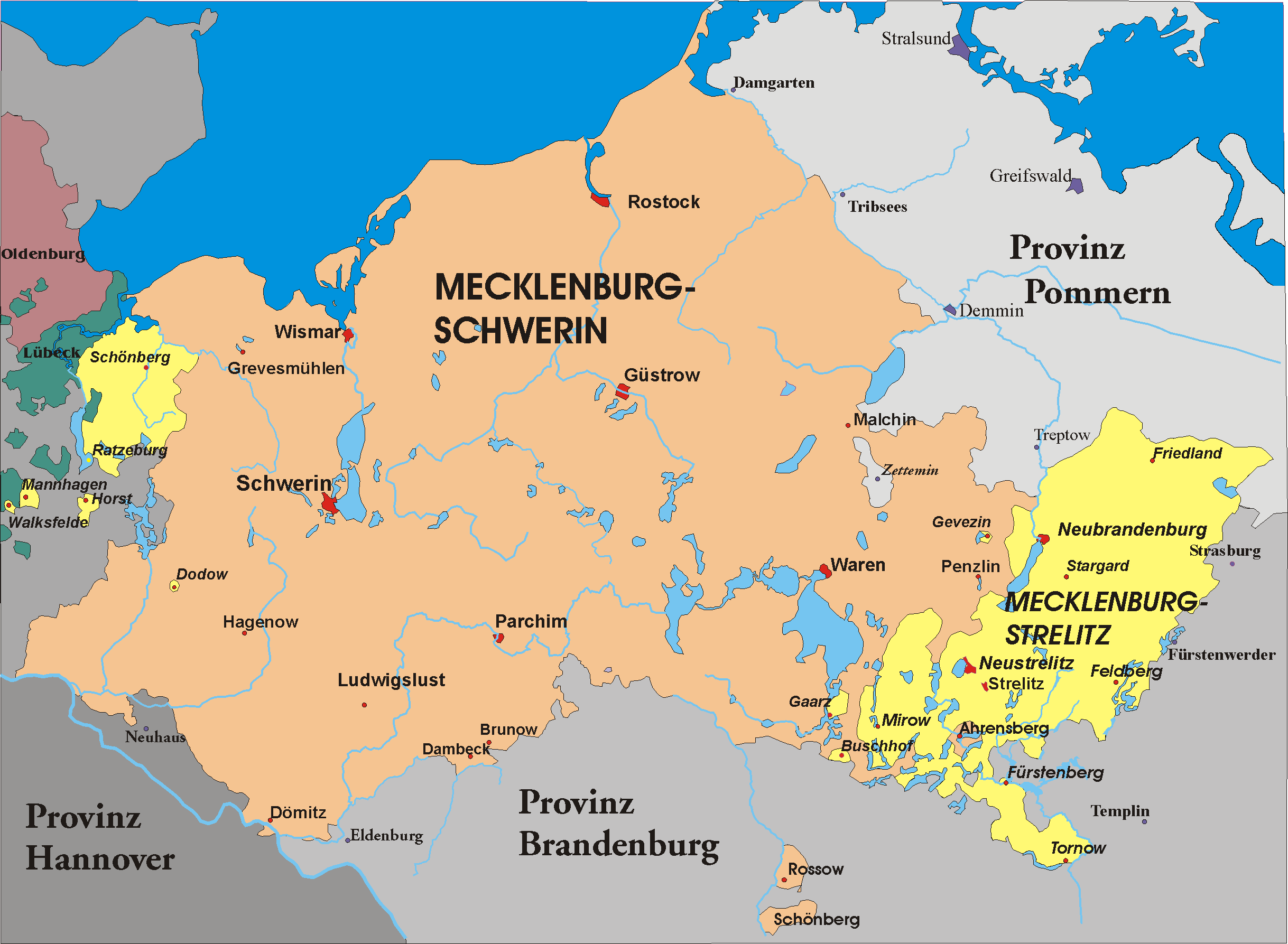
Мекленбург после 1815 года

На Венском конгрессе 1815 года обе части Мекленбурга стали великими герцогствами: Мекленбург-Шверин 14 июня 1815 года, а Мекленбург-Стрелиц под давлением Пруссии 28 июня 1815 года. При этом была сохранён государственный суверенитет Мекленбурга, оба правителя титуловались идентично как «великими герцогами Мекленбурга» и имели право обращения к ним как к королевским высочествам.
В ходе революции 1848—1849 годов сформировались многочисленные реформаторские объединения. На основе общих равных, но непрямых выборов осенью 1848 года появилось первое демократически избранное собрание депутатов. Политическая цель состояла в устранении в Мекленбурге сохранившейся сословной системы и учреждении конституционной монархии. Это было возможно только при условии ликвидации традиционного разделения страны на две части. В этой ситуации Мекленбург-Стрелиц вскоре оставил путь демократического обновления. Поэтому 10 октября 1849 года новая конституция, считавшаяся одной из последних конституций буржуазно-демократической революции в Германии, вступила в силу только в Мекленбург-Шверине. По настоянию рыцарства и ультрареакционного великого герцога Стрелица Георга все демократические перемены в стране были остановлены судебным решением от 14 сентября 1850 года, названным Фрейенвальдским, а правовая система в Мекленбурге вернулась к дореволюционному состоянию, к давно устаревшему Конституционному соглашению о разделе наследства. Многие ведущие демократы подверглись преследованиям, часть из них была приговорена к многолетним срокам заключения. Большинство из них вслед за этим покинуло страну.
15 июня 1867 года оба мекленбургских великих герцогства вступили в Северогерманский союз.
Конституционный вопрос постоянно поднимался в последующие годы. Несмотря на все внешние изменения, последовавшие в империи, решающих изменений в конституционной системе Мекленбурга до 1918 года так и не произошло. Рейхсканцлеру Отто фон Бисмарку приписывается фраза о том, что если наступит конец света, он уедет в Мекленбург, потому что там всё происходит с опозданием на 50 лет. Мекленбург был единственной территорией в Германской империи, не имевшей современной конституции.
Средневековая структура страны отражалась и на земельной собственности: около половины территории принадлежало мекленбургскому княжескому дому. Остальная территория находилась преимущественно в собственности помещиков из дворянства и буржуазии (рыцарства). Обе части Мекленбурга в административном делении состояли из доменных и рыцарских амтов, общемекленбургское государство также делилось на три рыцарских округа (Мекленбург, Венден и Штаргард). Властные органы Мекленбурга и Вендена находились в Ростоке, Штаргарда — в Нойбранденбурге.
После самоубийства Адольфа Фридриха VI, последнего великого герцога из дома Мекленбург-Стрелица, незадолго до ликвидации монархии функции регента Стрелица взял на себя великий герцог Шверина Фридрих Франц IV. Начавшиеся переговоры о престолонаследии в Мекленбург-Стрелице и его дальнейшей судьбе вскоре потеряли актуальность в связи с событиями Ноябрьской революции. До ликвидации монархии в Мекленбурге и отречения великого герцога Мекленбург-Шверина и регента Мекленбург-Стрелица Фридриха Франца IV вопрос о престолонаследии в Стрелице так и не был решён. За исключением перерыва в два года в Мекленбурге с момента вступления в Священную Римскую империю и до упразднения монархии правила одна династия.

## Мекленбург в Веймарской республике и Третьем рейхе

Мекленбург-Шверин в Веймарской республике

Мекленбург-Стрелиц в Веймарской республике

17 мая 1920 года ландтаг в Шверине принял новую конституцию заменившую дуалистическую монархию парламентской республикой. Высшим органом становился ландтаг, избиравшийся народом по пропорциональной системе, перед ним нёс ответственность исполнительный орган - Государственное министерство Мекленбург-Шверина. Аналогичную конституцию приняло учредительное собрание в Стрелице 24 мая 1923 года. Сохранялась многопартийная система - самой влиятельной партией в Мекленбург-Шверин являлась НННП, второй по влиятельности СДПГ.
В 1933 году все партии кроме НСДАП были запрещены, ландтаги через некоторое время были упразднены. 1 января 1934 года Мекленбург Шверин и Мекленбург-Стрелиц были объединены в Мекленбург. В 1937 году по Закону о Большом Гамбурге Мекленбург лишился эксклавов Мекленбург-Стрелица в Шлезвиге-Гольштейне: кафедральный двор в Ратцебурге и общины Хаммер, Маннхаген, Пантен, Хорст, Вальдфельде, которые были включены в административный район Герцогство Лауэнбург. В качестве компенсации Мекленбург получил относившиеся к Любеку общины Утехт и Шаттин (сейчас входит в состав Людерсдорфа).

## Мекленбург в ГДР и ФРГ

На большом гербе земли Мекленбург — Передняя Померания с 1991 года изображаются две бычьи головы, символизирующие Мекленбург-Шверин и Мекленбург-Стрелиц, гриф символизирует Померанию, а орёл — Бранденбург

9 июля 1945 года по приказу советской военной администрации земля Мекленбург была объединена с остававшейся в составе Германии частью прусской провинции Померания в новую землю Мекленбург — Передняя Померания. Официальное наименование земли было изменено на «Мекленбург» по приказу советской администрации в 1947 году.
Дальнейшие корректировки произошли в 1945 году в связи с изменением границ зон оккупации Великобритании и СССР по соглашению Барбера — Лященко (нем.) от 13 ноября 1945 года. Соседние с Ратцебургом общины Цитен, Мехов, Бек и Рёмниц отошли 26 ноября 1945 года к району Герцогство Лауэнбург. До этого они входили в район Шёнберг в Мекленбурге (до 1934 года в Мекленбург-Стрелице) и были переданы в британскую зону оккупации в обмен за лауэнбургские общины Дехов, Туров (сейчас в составе Роггендорфа) и Лассан. Эти изменения остались в силе и после объединения Германии в 1990 году.
В 1952 году земля Мекленбург вместе с остальными землями ГДР были ликвидирована, а территория была поделена на округа Росток, Шверин и Нойбранденбург. Последние два округа также включали в себя территории прежней земли Бранденбург. Древний мекленбургский город Фюрстенберг и несколько прилегающих деревень, выделенные из Мекленбурга и переданные Уккермарку в ходе административной реформы 1950 года, вошли в состав округа Потсдам.
В 1990 году накануне ликвидации ГДР была вновь образована Мекленбург — Передняя Померания, и с 3 октября 1990 года она является землёй в составе Федеративной Республики Германия. Границы 1952 года были приблизительно восстановлены, но по сути они следовали возникшим во времена ГДР границам районов. Амт Нойхаус по историческим причинам перешёл к земле Нижняя Саксония, районы Пренцлау, Темплин и Перлеберг перешли к Бранденбургу. В жарких дебатах по вопросу столицы земли между Шверином и Ростоком победил первый. Идея отделения Передней Померании как альтернатива искусственной земли Мекленбург — Передняя Померания осталась на уровне инициативы.